# Martino Minuto
Martino Minuto (Milano, 7 aprile 1988) è uno schermidore italiano naturalizzato turco, specializzato nel fioretto. Atleta della nazionale Turca Türkiye Eskrim Federasyonu e precedentemente delle Fiamme Gialle e della nazionale italiana.

## Biografia
Ha iniziato a praticare la scherma all'età di 5 anni presso il Club Scherma Monza. Nelle categorie giovanili vinse tutte le prove del Gran Prix, per tutti i 6 anni, in tutte le categorie, aggiudicandosi il titolo del Gran Prix nazionale, molti titoli regionali, il titolo di campione italiano nel 1999, e diverse vittorie in trofei internazionali riservati alle categorie giovanili in Austria, Francia e Germania.
Uscito dalle categorie giovanili è entrato subito nel giro della nazionale giovanile, raggiungendo subito risultati di rilievo nel circuito della Coppa del Mondo. La prima finale arriva a 15 anni a Leszno, in Polonia, e, nella stessa stagione, partecipa ai suoi primi campionati del mondo giovanili a Plovdiv, in Bulgaria. La prima vittoria in Coppa del Mondo arriva a 16 anni a Madrid. Nel corso di quella stagione, chiude il circuito di coppa del mondo al 3º posto, risultato di grande rilievo considerando la giovane età. Durante questa stagione, per via dei risultati ottenuti, entra a far parte della nazionale assoluta con la quale inizierà ad allenarsi e disputare gare di coppa del mondo. Alla fine dello stesso anno, nonostante sia ancora nella categoria cadetti (under 17), Martino si aggiudica il titolo italiano di specialità nella categoria giovani (under 20).
Nelle stagioni 2005-2006 e 2006-2007 si aggiudica l'ambito trofeo della coppa del mondo. Alla fine della stagione Martino vince anche il Campionato del Mondo in Turchia, a Belek. Con questi risultati, oltre alle medaglie vinte ai campionati mondiali a squadre, europei individuali e a squadre e vittorie ottenute in coppa del mondo, ben 7 vittorie e numerosi podi, Martino entra di diritto nell'élite degli atleti che hanno vinto di più nel mondo nella storia del fioretto maschile giovanile di sempre, con 3 ori e 1 argento mondiale, 2 stagioni di coppa del mondo vinte consecutivamente ed un terzo posto, 7 ori 3 argenti e 4 bronzi in coppa del mondo, 1 oro 1 argento 2 bronzi ai campionati europei, 1 oro 1 argento ai giochi del mediterraneo, 3 ori 2 argenti 3 bronzi ai campionati italiani.
Nel 2004, in seguito alla partecipazione ai suoi primi campionati mondiali, viene invitato a fare parte dell'Associazione Nazionale Atleti Olimpici e Azzurri d'Italia e diventa membro della sezione di Milano. Nel 2006, appena compiuti i 18 anni, Martino viene chiamato per entrare a fare parte del Gruppo Sportivo Fiamme Gialle della Guardia di Finanza al quale porterà numerosi successi internazionali e nazionali negli anni a seguire. Nel febbraio 2011 la squadra delle Fiamme Gialle si aggiudica la Coppa Europa (il campionato europeo per club).
Per i risultati sportivi raggiunti riceverà dalla Guardia di Finanza numerosi elogi ed encomi solenni, e nel 25 agosto 2010 viene insignito del Distintivo dello Sport con Stella Oro da parte dello Stato Maggiore della Difesa. Viene inoltre invitato più volte dalla nazionale americana per allenamenti di alto livello, nel 2006 a San Francisco, nel 2010 a Houston e New York, e, nell'estate del 2008 viene contattato dall'United States Olympic Committee per un allenamento preparatorio preolimpico in vista dei Giochi della XXIX Olimpiade a Pechino. Nell'autunno del 2011 viene premiato dal Sindaco di Monza Marco Mariani e dalla giunta comunale con una medaglia di riconoscenza da parte della città di Monza. Nel novembre 2011 viene invitato dal Comitato organizzatore dei Giochi Olimpici di Londra 2012, per il Test Event. Nel dicembre 2011 l'Unione società sportive Monza-Brianza, gli assegna l'Insegna d'Oro al Merito Sportivo. Viene inoltre premiato dall'Arcivescovo Angelo Scola al Natale degli Sportivi. Sempre nel 2011 vince il prestigioso premio Carmine Romanzi messo in palio dall'Università degli studi di Genova e dal Cus Genova, insieme alla saltatrice con gli sci, Elena Runggaldier. Nel 2013 vince di nuovo il premio Fiera di Monza e viene in seguito invitato come testimonial per la 37ª edizione del Festival dello Sport di Monza e per la relativa conferenza stampa di presentazione.
Nel 2011 Martino ha partecipato alle Universiadi, tenutesi a Shenzhen, in Cina, durante le quali ha ottenuto una medaglia d'oro nella prova di fioretto individuale battendo in finale l'atleta cinese Lei Sheng, numero 1 al mondo in quel momento e per quella stagione, successivamente vincitore della medaglia d'oro ai Giochi della XXX Olimpiade di Londra 2012, e una medaglia d'argento nella prova di fioretto a squadre, dopo aver perso in finale proprio contro la Cina.

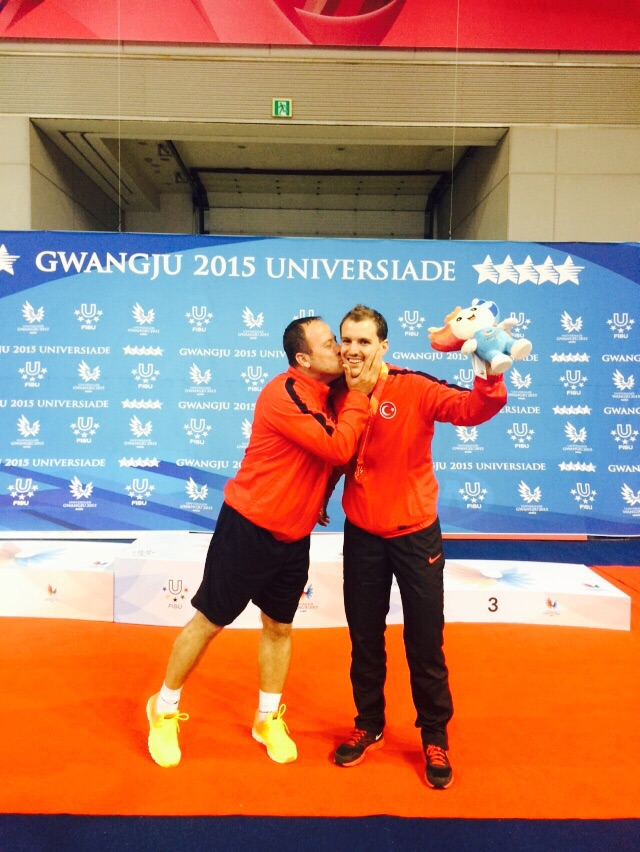
Premiazione Universiade 2015 (bronzo)

Nel 2013 Martino è stato invitato a Melbourne in Australia per guidare un programma di allenamenti all'interno dell'arena del Melbourne Cricket Ground dove giocano i Richmond Football Club (football australiano) finalizzato allo sviluppo e alla crescita della scherma all'interno del paese. Invitato come ospite a partecipare ad un open australiano e ai campionati nazionali australiani si aggiudica due medaglie d'oro individuali, facendo seguito alla leggenda Aleksandr Roman'kov nell'albo d'oro degli atleti stranieri a vincere un campionato nazionale australiano.
Nel 2014 il Governo della Turchia conferisce a Martino il passaporto turco e la cittadinanza Ad honorem per meriti sportivi per far gareggiare Martino sotto i colori turchi ed iniziare attraverso di lui un progetto di crescita della scherma all'interno del paese da un punto di vista tecnico agonistico e didattico gestionale.
Sempre nel 2014 il Panathlon, attraverso la divisione di Monza e Brianza, conferisce a Martino la carica di membro onorario in seguito al suo prolungato impegno profuso nella diffusione della sport sano e pulito e del fair-play nelle scuole, tra i giovani e all'interno delle comunità più disagiate.
Nella stagione 2014-2015 ha subito portato diversi primati alla Turchia, vincendo una gara di coppa del mondo satellite, portando la squadra turca alle prime due vittorie in competizioni a squadre e vincendo la medaglia di bronzo alla XXVIII Universiade estiva di Gwangju nel 2015, la prima medaglia nella storia della scherma turca in questo evento.
Nel settembre 2015 Martino vince, alla sua prima partecipazione, la medaglia d'oro ai campionati nazionali assoluti turchi individuali ad Adiyaman nel 2015, arrivando a vincere un titolo nazionale per una terza nazione, dopo più titoli italiani ed uno australiano.
Insieme alla carriera sportiva, ha portato avanti anche gli studi, conseguendo il diploma di Liceo scientifico e tre lauree: una Laurea triennale in Economia aziendale e Management, una Laurea magistrale in scienze dell'economia ed un'altra Laurea magistrale in Management dello Sport. Non ha inoltre mai smesso di praticare il suo primo sport, lo Sci alpino. Dopo aver gareggiato per molti anni ad alti livelli in Slalom gigante, Slalom speciale e Supergigante ha conseguito all'estero un diploma internazionale di Maestro di sci.

## Palmarès
- Universiadi

2011 - Shenzen:
 Oro individuale a Shenzen 2011
 Argento a squadre a Shenzen 2011
2015 - Gwangju
 Bronzo Individuale a Gwangju 2015
- Campionati mondiali giovanili di scherma

 Oro a squadre a Taebek City 2006
 Oro individuale a Belek 2007
 Oro a squadre a Belek 2007
 Argento a squadre a Acireale 2008
- Campionati Europei giovanili di scherma

 Bronzo a squadre a Tapolca 2005
 Argento a squadre a Poznań 2006
 Oro a squadre a Praga 2007
- Campionati Europei U-23 di scherma

 Bronzo individuale a Monza 2008
- Campionati Italiani giovanili di scherma

 Oro individuale a Pesaro 1999
 Bronzo individuale a Udine 2004
 Oro individuale a Mestre 2005
 Argento individuale a Mestre 2005
 Bronzo individuale a Ariccia 2008
 Bronzo individuale a Casale Monferrato 2010
- Campionati Australiani di scherma

 Oro  Australia Medaglia d'Oro individuale a Canberra 2013
- Campionati Turchi di scherma

 Oro  Turchia Medaglia d'oro individuale a Adıyaman 2015
 Oro  Turchia Medaglia d'oro individuale a Adıyaman 2016